# Elezioni generali in Sudafrica del 1999
Le elezioni generali in Sudafrica del 1999 si tennero il 2 giugno per il rinnovo dell'Assemblea nazionale.

## Risultati
| Liste                                  | Voti       | %     | Seggi |
| -------------------------------------- | ---------- | ----- | ----- |
| Congresso Nazionale Africano           | 10 601 330 | 66,35 | 266   |
| Partito Democratico                    | 1 527 337  | 9,56  | 38    |
| Partito della Libertà Inkata           | 1 371 477  | 8,58  | 34    |
| Nuovo Partito Nazionale                | 1 098 215  | 6,87  | 28    |
| Movimento Democratico Unito            | 546 790    | 3,42  | 14    |
| Partito Democratico Cristiano Africano | 228 975    | 1,43  | 6     |
| Fronte della Libertà Più               | 127 217    | 0,80  | 3     |
| Partito Democratico Cristiano Unito    | 125 280    | 0,78  | 3     |
| Congresso Panafricano                  | 113 125    | 0,71  | 3     |
| Alleanza Federale                      | 86 704     | 0,54  | 2     |
| Fronte della Minoranza                 | 48 277     | 0,30  | 1     |
| Afrikaner Eenheidsbeweging             | 46 292     | 0,29  | 1     |
| Organizzazione Popolare Azana          | 27 257     | 0,17  | 1     |
| Altri                                  | 28 866     | 0,18  | –     |
| Totale                                 | 15 977 142 | 100   | 400   |